# Віра Нарасімха II
Віра Нарасімха II (каннада ಇಮ್ಮಡಿ ವೀರ ನರಸಿಂಹд/н– бл. 1234) — магараджахіраджа Держави Хойсалів в 1220—1234 роках.

## Життєпис
Син Віра Балали II. Посів трон близько 1220 року. На той час держава втратила землі на півночі на користь держави Сеунів, зосередивши увагу на півдні Індостану. Невдовзі вимушен був вступити на боці радажкесарі Раджараджи Чола III, який фактично опинився в залежності від Хойсалів. Разом з тим протистояв Мараварману Сундарі Пандьї I, правителю держави Пандья, та Копперунчінзі I, володареві Держави Кадава. Раджараджа Чола III діяв окремо й зазнав поразки. До 1225 року супротивники хойсалського правителя зуміли зайняти більшість володінь Чола та сусіднього Конгу.
1231 року Віра Нарасімха II скористався неузгодженістю дій ворогів, зумівши окремо перемогти Копперунчінгу I в битві біля Перумбалурі, а потім війська Пандья в битві при Махендрамангаламі (відома також як битва на річці Кавері). За цим відновив Раджараджу Чола III в його столиці Канчі як свого васала. Було у кладено мирну угоду, закріплено шлюбами між усіма династіями, а Віра Нарасімха II отримав практично усі володіння Чола. За цим зробив Каннанур Куппам (поблизу Шрірангаму) своєю другою столицею з наміром підтримувати пильний нагляд над справами в землях тамілів.
Помер близько 1234 року. Йому спадкував син Віра Сомешвара.

## Культурна діяльність
Продовжив політику попередників, щодо збереження в почті поетів, письменників, вчених та філософів. При його дворі діяв поет Суманобана (писав мовою каннада).
На честь перемог над Пандья побудував мантапу в храмі Шрірангаму та встановив колону перемоги в Сету.